# Albert Celades
Albert Celades López est un footballeur espagnol né le 29 septembre 1975 à Barcelone. Il évoluait au poste de milieu de terrain. Il a participé à la Coupe du monde de football 1998 avec l'équipe d'Espagne avec laquelle il compte quatre sélections. Il a annoncé sa retraite en octobre 2009, à l'âge de 34 ans.
De 2014 à 2019, il est sélectionneur de l'équipe d'Espagne des moins de 21 ans.

## Biographie
Formé à La Masia, il joue avec l'équipe réserve (en D2) dès 1993 puis débute avec l'équipe première du FC Barcelone sous les ordres de Johan Cruijff en septembre 1995 lors d'un match face au Real Madrid. Cruijff voit alors en lui le nouveau Guardiola. En quatre saisons disputées avec l'équipe première, il remporte deux championnats (1997-1998 et 1998-1999) ainsi qu'une Coupe du Roi (1998-1999). 
Albert Celades fait ses débuts avec l'équipe nationale d'Espagne le 3 juin 1998, lors du match amical Espagne-Irlande du Nord. Lors de la Coupe du monde 1998, il joue deux matches : contre le Nigeria au Stade de la Beaujoire, puis contre le Paraguay.
Il rejoint le Celta Vigo pour la saison 1999-2000, mais n'y reste qu'une seule saison.
En 2000, il signe au Real Madrid, champion d'Europe en titre. Avec le maillot merengue, il étoffe son palmarès en remportant encore deux championnats (2000-2001 et 2002-2003), ainsi qu'une Ligue des champions (à Glasgow en 2002) et une Coupe intercontinentale la même année. Cependant, sa progression est ralentie par des blessures à répétition et par la concurrence au poste de demi défensif, de Claude Makelele notamment. L'arrivée de David Beckham, voulue par la politique des « Galactiques » de Florentino Pérez à l'été 2003 le pousse vers la sortie. Il rejoint alors les Girondins de Bordeaux.
Depuis mai 2014, il est le sélectionneur de l'équipe d'Espagne espoirs de football.
Le 13 juin 2018, il devient l'assistant du sélectionneur Fernando Hierro pour la Coupe du monde.
Le 3 août 2018, le Real Madrid annonce qu'il intègre le staff en tant qu'entraîneur adjoint de Julen Lopetegui. 
En septembre 2019, il devient entraîneur de Valence CF à la suite du limogeage de Marcelino García Toral.
Le 29 juin 2020, il est démis de ses fonctions après n'avoir gagné qu'un seul des cinq matches disputés depuis la reprise de la Liga après la Pandémie de Covid-19.

## Palmarès

### En club
- Vainqueur de la Supercoupe d'Europe en 1997 avec le FC Barcelone
- Champion d'Espagne en 1998 et en 1999 avec le FC Barcelone et en 2001 et en 2003 avec le Real Madrid
- Vainqueur de la Coupe d'Espagne en 1997 et 1998 avec le FC Barcelone
- Vainqueur de la Supercoupe d'Espagne en 1996 avec le FC Barcelone et en 2001 avec le Real Madrid
- Finaliste de la Supercoupe d'Europe en 2000 avec le Real Madrid
- Finaliste de la Coupe d'Espagne en 2006 avec le Real Saragosse

### En équipe d'Espagne
- 4 sélections entre 1998 et 2000
- Participation à la Coupe du Monde en 1998 (Premier Tour)

### Distinction personnelle
- Prix Don Balón de Joueur révélation de la Liga en 1998.